# Dimnos
Dimnos (altgriechisch Δίμνος Dímnos; † 330 v. Chr.), von dem römischen Biographen Plutarch Limnos genannt, war ein Soldat des makedonischen Königs Alexanders des Großen, auf den er ein Attentat verüben wollte.
Dimnos stammte aus Chalastra und wird während des Asienfeldzuges als hetairos (Gefährte) des Königs genannt. Im Jahr 330 v. Chr. plante er in Phrada (heute Farah) zusammen mit mehreren Gesinnungsgenossen einen Mordanschlag auf Alexander. Unter den Alexanderhistorikern gab nur Curtius Rufus an, dass Dimnos nicht der Initiator der Verschwörung gewesen sei. Dimnos weihte unter anderem auch seinen Liebhaber Nikomachos in den Plan ein, dessen Bruder Kebalinos allerdings meldete dies dem Feldherren Philotas. Nachdem dieser jedoch untätig geblieben war, verschaffte sich Kebalinos mit der Hilfe eines Pagen Zugang zum König, dem er direkt Meldung erstattete und die Namen aller Verschwörer nannte. Diese, darunter auch der Leibwächter Demetrios, wurden umgehend zum Tod verurteilt und hingerichtet.
Dimnos hingegen soll in seinem Arrest Selbstmord begangen haben, nach Plutarch aber wurde er in seinem Kerker ermordet. Die genauen Motive zur Verschwörung bleiben ungenannt.
Das gescheiterte Attentat zog weite Kreise, bis in den engsten Vertrautenkreis Alexanders hinein. Weil der Feldherr Philotas es unterlassen hatte, dem König davon zu melden, wurde er der Teilnahme an der Verschwörung bezichtigt, obwohl sein Name nicht von Kebalinos genannt wurde. Philotas wurde dennoch verurteilt und hingerichtet. In weiterer Konsequenz ordnete Alexander auch die Exekution dessen Vaters, des Feldherrn Parmenion, an.